# 南部アフリカサッカー協会評議会

COSAFA加盟国

南部アフリカサッカー協会評議会（なんぶアフリカサッカーきょうかいひょうぎかい、英: Council of Southern Africa Football Associations）は、主に南部アフリカ開発共同体に加盟し、アフリカサッカー連盟(CAF)の南部ゾーン(CAFゾーン6)に属している南部アフリカの国々のサッカー連盟（協会）によって構成されるサッカーの組織団体である。略称はCOSAFA。ナショナルチーム同士が戦うCOSAFAキャッスルカップなどを主催している。

## 組織
以前は14協会のメンバーが参加していたが、2008年より7協会の委員により構成される実行委員会が創設された。
- 会長： Suketu Patel (セーシェルサッカー連盟会長)
- 副会長： Advocate Salemane J Phafane KC (レソトサッカー協会会長)
- 委員
  -  Timothy Shongwe (スワジランドサッカー協会副会長)
  -  Wellington Nyatanga (ジンバブエサッカー協会会長)
  -  Walter Nyamilandu-Manda (マラウイサッカー協会会長)
  -  John Muingo (ナミビアサッカー協会会長)
  -  Faisel Sidaet (モザンビークサッカー連盟会長)

## 管轄大会
- COSAFAキャッスルカップ
- COSAFA U-20チャレンジカップ（英語版）
- COSAFA U-17チャレンジカップ（英語版）

## 加盟国
| 国               | 連盟                         | 加盟年 |
| ---------------- | ---------------------------- | ------ |
| アンゴラ         | アンゴラサッカー連盟         | 1997年 |
| ボツワナ         | ボツワナサッカー協会         | 1997年 |
| レソト           | レソトサッカー協会           | 1997年 |
| マラウイ         | マラウイサッカー協会         | 1997年 |
| モザンビーク     | モザンビークサッカー連盟     | 1997年 |
| ナミビア         | ナミビアサッカー協会         | 1997年 |
| 南アフリカ共和国 | 南アフリカ共和国サッカー協会 | 1997年 |
| エスワティニ     | エスワティニサッカー協会     | 1997年 |
| ザンビア         | ザンビアサッカー協会         | 1997年 |
| ジンバブエ       | ジンバブエサッカー協会       | 1997年 |
| マダガスカル     | マダガスカルサッカー連盟     | 2000年 |
| モーリシャス     | モーリシャスサッカー協会     | 2000年 |
| セーシェル       | セーシェルサッカー連盟       | 2000年 |
| コモロ           | コモロサッカー連盟           | 2007年 |